# Geranium comarapense
Geranium comarapense är en näveväxtart som beskrevs av Reinhard Gustav Paul Knuth. Geranium comarapense ingår i släktet nävor, och familjen näveväxter. Inga underarter finns listade i Catalogue of Life.